# El gran vidre
La núvia despullada pels seus solters, o El gran vidre és una obra de Marcel Duchamp.
Duchamp va crear El Gran Vidre entre el 1915 i el 1923. Elaborà l'obra en dues fulles de vidre amb materials com pintura a l'oli, vernís, paper d'alumini, filferro i pols. Combina procediments aleatoris, estudis de perspectives traçades i una artesania laboriosa.
Les idees de Duchamp per al Gran Vidre van començar el 1913, i en va fer nombroses notes i estudis, així com algunes obres preliminars. Les notes reflecteixen la creació de regles úniques de la física i el mite que en descriu els treballs. Duchamp en va publicar les notes i estudis amb el títol de la Caixa Verda el 1934.
Les notes descriuen que la seva "imatge divertida" pretén representar la trobada eròtica entre la "núvia", al panell superior, i, al panell inferior, els seus nou "solters" reunits amb timidesa, i representats per una gran quantitat d'aparells mecànics misteriosos.
El Gran Vidre es va exhibir el 1926 al Museu de Brooklyn i, poc després, es va trencar en ser transportat; Duchamp el va reparar amb cura. Ara forma part de la col·lecció permanent del Museu d'Art de Filadèlfia.
Duchamp va aprovar rèpliques del Gran Vidre; la primera el 1961 per a una exposició al Moderna Museet d'Estocolm, i una altra el 1966 per a la Galeria Tate de Londres. La tercera rèplica es troba al museu Komaba, a la Universitat de Tòquio.

## Anàlisi visual
El Gran Vidre consisteix en dos plafons de vidre suspesos verticalment, de dimensions: 277,5 cm x 175,9 cm. Els vidres estan trencats, però estan col·locats entre dues fulles més de vidre amb un marc metàl·lic i una base de fusta. El rectangle superior de vidre és conegut com l'àmbit de la núvia; la peça inferior és l'aparell dels solters. Aquest consisteix en moltes formes geomètriques unides per crear grans objectes mecànics, els quals semblen gairebé sortir del vidre i d'un fons sempre canviant.
Totes les formes en el vidre estan perfilades amb filferro i emplenades amb pintura a l'oli d'un to terrós. La gamma de colors va del gris pàl·lid a daurat, marró fosc i negre. Algunes figures són boterudes i imprecises, i contenen la pols que s'hi va dipositar a sobre durant el temps que l'obra inacabada quedà reposant, la qual cosa sembla un intent de capturar el pas dinàmic del temps en una obra tranquil·la.

## Interpretació
L'art de Duchamp no es presta a interpretacions senzilles, i El gran vidre no n'és cap excepció; les notes i esquemes que va produir lligats al projecte – presumiblement com una espècie de guia – compliquen la peça, per exemple, descrivint elements que no apareixen a la versió final com si no obstant això existissin, i "explicant" tot el conjunt en un monòleg interior amb una prosa farcida de jocs de paraules i acudits. Batejada com La Caixa Verda, aquesta 'obra explicativa' ha estat descrita com a "No menys ambigua o lliurement interpretable que el [Gran vidre] mateix..."
Linda Dalrymple Henderson reprèn la idea de Duchamp d'inventar una "física joganera" i traça una física victoriana extravagant a partir de les notes i del Gran Vidre mateix; s'han recreat molts sistemes matemàtics i filosòfics a partir de les seves estructures.
La majoria de crítics, tanmateix, llegeixen la peça com una exploració de com el desig masculí i femení es compliquen mútuament. Un crític, per exemple, descriu el conjunt de la manera següent: "Es diu que El gran vidre és una màquina de l'amor, però en realitat és una màquina de patiment. Els seus reialmes superior i inferior estan separats entre si per sempre per un horitzó anomenat 'la roba de la núvia'. La núvia està penjant, potser d'una corda, en una gàbia aïllada, o crucificada. El solters romanen a sota, i només els queda la possibilitat d'una masturbació agitada i angoixosa."
Michel Carrogues, al seu llibre The Bachelor Machines, ha trobat un paral·lelisme entre l'obra de Duchamp i "En la Colònia Penal" de Kafka. En aquesta història curta, la màquina utilitzada pel càstig fa les funcions de màquina dels solters. Gilles Deleuze, a Anti-Oedipus, sosté que es tracta de la darrera de les fases de Daniel Paul Schreber, com la màquina dels solters. La màquina consisteix en una consumació autoeròtica i només produeix qualitats intensives. La màquina de desitjar s'alia en aquest procés amb el cos sense òrgans.